# Nationale Dataportaal
Het Nationale Dataportaal is een portaal dat onderhouden wordt door het Nederlandse Kennis- en Exploitatiecentrum Officiële Overheidspublicaties in opdracht van het ministerie van Binnenlandse Zaken en Koninkrijksrelaties. Het portaal is een register en biedt hulp bij het openen en hergebruik van open data van de overheid. De website begeleidt overheidsorganisaties bij het openstellen van beschikbare data. Ook worden gebruikers ondersteund bij het vinden van specifieke datasets. Gegevens die (nog) niet als open data beschikbaar zijn, kunnen door een dataverzoek als open data beschikbaar komen.
Meer dan 150 overheidsorganisaties hebben data op het Nationale Dataportaal gepubliceerd. Vrijwel alle datasets worden iedere nacht geüpdatet. De DCAT-standaard wordt gebruikt als metadata-standaard om data uit te wisselen. Datasets worden via CKAN gepubliceerd.
Het Nationale Dataportaal beschikt over zogenaamde data community's. Een data community bestaat uit data-eigenaren, hergebruikers en experts op een specifiek domein zoals onderwijs of mobiliteit. De community biedt verdieping, specifieke data, referentiedata, toepassingen en een mogelijkheid om direct vragen te stellen aan experts over data.